# Ordine della prodezza
L'Ordine della prodezza è un'onorificenza del Vietnam.

## Storia
L'Ordine è stato fondato il 15 maggio 1947.

## Classi
L'Ordine dispone delle seguenti classi di benemerenza:
- I classe
- II classe
- III classe

## Assegnazione
L'Ordine è assegnato a individui e collettività per premiare gesta eccezionali svolte in combattimento o in un servizio di combattimento.

## Insegne
- Il  nastro è rosso con due strisce centrali verdi e con una stelletta di bronzo per la III classe, due per la II e tre per la I.